# 盧托斯戰役
盧托斯戰役（西班牙語：Batalla de Lutos）發生於794年，當時科爾多瓦的埃米爾希沙姆一世派出軍隊入侵對付阿斯圖里亞斯王國，軍隊由阿卜杜·卡里姆·伊本·阿卜杜·瓦利德·伊本·穆蓋特、阿卜杜·馬利克·伊本·阿卜杜·瓦利德·伊本·穆蓋特兩兄弟指揮。

## 戰役經過
阿卜杜·卡里姆在阿拉瓦的土地上進行侵略的焦土戰術，而他的弟弟阿卜杜·馬利克，在沒有碰到顯著對戰的情形下帶著他的軍隊長驅直入阿斯圖里亞斯王國的心臟地帶，除了奧維耶多城鎮。他摧毀了很多的農村，包含了數間由阿斯圖里亞斯的弗鲁埃拉一世建造的教堂。
在他們回歸安達盧斯時，經過了卡米諾雷亞爾普艾托梅薩山谷，遭遇到阿斯圖里亞斯國王阿方索二世與他指揮的軍隊。阿斯圖里亞斯的軍隊在山谷的一處接近格拉多（被歷史學家認為是洛托斯Los Lodos周圍的區域）的地方進行埋伏，成功伏擊穆斯林軍隊。
最後的戰果是阿斯圖里亞斯的勝利，並且大多數入侵的穆斯林軍隊被殲滅，阿卜杜·馬利克在這場戰役陣亡。